# Список произведений Антонина Дворжака

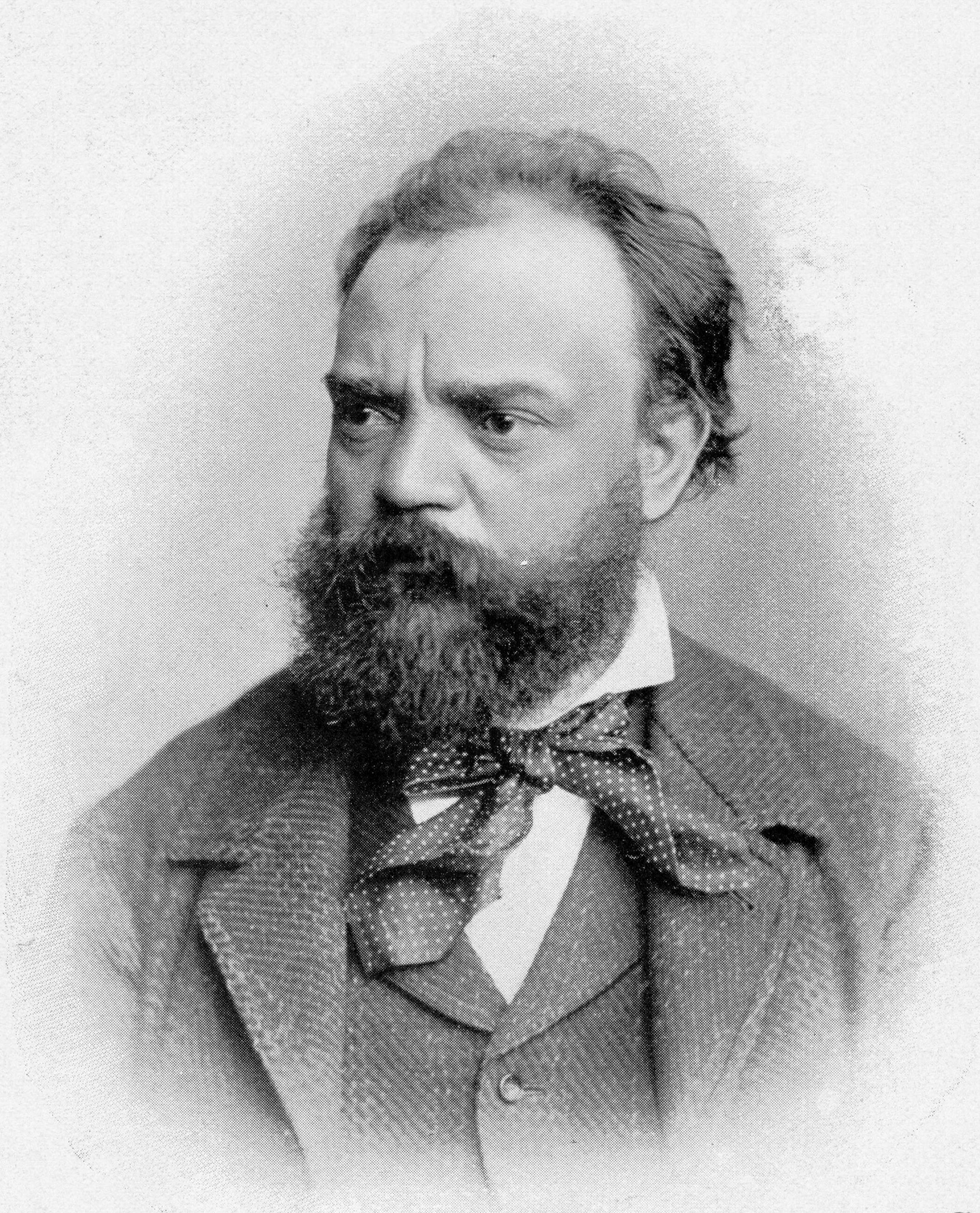
Антонин Дворжак

Данный список содержит произведения чешского композитора Антонина Дворжака.

## Оперы
- Альфред. Героическая опера в трёх актах. Текст К. Кернера. 1870.
- Король и угольщик. Комическая опера в трёх актах. Текст Б. Гульденера. 1871; вторая редакция, oр. 14 — 1874; третья — 1887.
- Упрямцы, oр. 17. Комическая опера в одном акте. Текст И. Штольбы. 1874.
- Ванда, oр. 25. Трагическая опера в пяти актах. Текст В. Бенеш-Шумавского. 1875.
- Хитрый крестьянин, oр. 37. Комическая опера в двух актах. Текст И. Веселого. 1877.

- Димитрий, oр. 64. Опера в четырёх актах. Текст М. Червинковой-Ригер. 1881—1882.
- Якобинец, oр. 84. Опера в трёх актах. Текст М. Червинковой-Ригер. 1887—1888.
- Чёрт и Кача, oр. 112. Опера в трёх актах. Текст (по чешской народной сказке) А. Венига. 1898—1899.
- Русалка, oр. 114. Лирическая сказка в трёх актах. Текст Я. Квапила. 1900.
- Армида, oр. 115. Опера в четырёх актах. Текст (по «Освобожденному Иерусалиму» Т. Тассо) Я. Врхлицкого. 1902—1903.

## Оратории и кантаты
- Гимн («Наследники Белой горы»), oр. 30. Кантата для смешанного хора и оркестра. Текст В. Галека. 1872.
- Stabat mater для солистов, хора и оркестра, op. 58. 1876—1877.
- «Свадебные рубашки» («Невеста призрака»), oр. 69. Баллада для солистов, смешанного хора и оркестра. Текст К. Эрбена. 1884.
- «Святая Людмила», op. 71. Оратория для солистов, хора и оркестра. Текст Я. Врхлицкого. 1885—1886.
- Псалом 149 для хора и оркестра, oр. 79. 1879 (вариант для мужского хора), 1887 (вариант для смешанного хора).
- «Лужанская» месса ре мажор для солистов, хора и оркестра, oр. 86. 1887 (органная версия), 1892 (оркестровая версия).
- Реквием для солистов, хора и оркестра, oр. 89. 1890.
- «Американский флаг», oр. 102. Кантата для солистов, хора и оркестра. Текст Дж. Дрэйка. 1892.
- Te Deum, op. 103. Кантата для сопрано и баса соло, смешанного хора и оркестра на текст древнего латинского одноимённого гимна. 1892.
- Праздничная песнь для смешанного хора и оркестра, oр. 113. Текст Я. Врхлицкого. 1900.

## Вокальные произведения

### Хоровые произведения

#### Смешанный хор
- Гимн чешских крестьян для смешанного хора и оркестра, oр. 28. Текст К. Пиппих. 1885.
- Четыре песни для смешанного хора, oр. 29. Тексты А. Гейдыка и народные. 1876.
- «Среди природы», op. 63. Пять смешанных хоров. Тексты В. Галека. 1882.

#### Мужской хор
- Хоровые песни для мужских голосов. 1877.
- Песнь чеха. 1877.
- Пять хоров для мужских голосов на тексты литовских народных песен, oр. 27. 1878.
- Из «Букета чешских народных песен» для мужского хора, ор. 41. 1877.
- Из «Букета славянских народных песен» для мужского хора и фортепиано в четыре руки, ор. 43. 1877—1878.

#### Женский хор
- Пять моравских дуэтов (2 с op. 29 и 3 с op. 32) для женских голосов. 1880[1].

### Камерно-вокальная музыка

#### Для голоса с сопровождением фортепиано
- «Кипарисы». Восемнадцать песен на тексты Г. Пфлегер-Моравского. 1865.
- Две песни для баритона на слова А. Гейдика. 1865[2].
- Пять песен на слова Э. Красногорской. 1871.
- Шесть песен из новой редакции «Кипарисов», oр. 2. 1882.
- «Сирота», oр. 5. Баллада на текст К. Эрбена. 1871.
- «Розмарин». Песня на слова К. Эрбена. 1871.
- Четыре песни на слова сербской народной поэзии, oр. 6. 1872.
- Шесть песен на тексты из «Краледворской рукописи», oр. 7. 1872.
- Двенадцать «Вечерних песен» на тексты В. Галека, op. 3 (№ 1-4), op. 9 (№ 5-6), op. 31 (№ 7-12). 1876 (вторая редакция 1880—1882)[3].

- Три новогреческие поэмы, oр. 50. 1878.
- «Цыганские мелодии», oр. 55. Семь песен на тексты А. Гейдика. 1880.
- Две песни на народные тексты. 1885.
- «В народном духе», oр. 73. Четыре песни на тексты чешских народных песен. 1886.
- Четыре песни на слова О. Малиброк-Штилер, ор. 82. 1887—1888.
- «Песни любви», oр. 83. Новая редакция восьми песен (2, 3, 4, 6, 8, 9, 17 и 14) из «Кипарисов». 1888.
- Десять библейских песен на тексты из «Кралицкой Библии», oр. 99. 1894.
- Колыбельная на текст Ф. Л. Елинек. 1895[4].

#### Дуэты
- Моравские дуэты:
  - Четыре моравских дуэта для сопрано и тенора, ор. 20. 1875.
  - Пять моравских дуэтов для сопрано и альта, ор. 29. 1876.
  - Девять моравских дуэтов для сопрано и альта, ор. 32. 1876.
  - Четыре моравских дуэта для сопрано и альта, ор. 38. 1877.
- «На этой нашей крыше» для сопрано и альта. 1881.
- Детская песенка для двух голосов без аккомпанемента. 1880[5].

#### Для голоса с сопровождением органа
- Ave Maria для альта (баритона), ор. 19B. 1877.
- Гимн Пресвятой Троице. 1878[6].
- «О sanctissima» для альта и баритона, ор. 19A. 1879.
- Ave Maris Stella для голоса и органа, ор. 19В. 1879.

## Оркестровые сочинения

### Симфонии
- Симфония № 1 «Злоницкие колокола» до минор. 1865.
- Симфония № 2 си-бемоль мажор, ор. 4. 1865.
- Симфония № 3 ми-бемоль мажор, ор. 10. 1873.

- Симфония № 4 ре минор, ор. 13. 1874.
- Симфония № 5 фа мажор, ор. 76. 1875.
- Симфония № 6 ре мажор, ор. 60. 1880.
- Симфония № 7 ре минор, ор. 70. 1884—1885.
- Симфония № 8 соль мажор, ор. 88. 1889.
- Симфония № 9 «Из Нового света» ми минор, ор. 95. 1893.

### Концертные произведения
- Концерт для виолончели с оркестром си минор, oр. 104. 1894—1895.
- Концерт для скрипки с оркестром ля минор, oр. 53. 1879—1880.
- Концерт для фортепиано с оркестром соль минор, op. 33. 1876.
- Романс для скрипки с оркестром фа минор, ор. 11. 1873.
- Мазурка для скрипки с оркестром ми минор, oр. 49. 1879.
- Рондо для виолончели с оркестром соль минор, ор. 94. 1893.
- «Тишина» для виолончели с камерным оркестром ре-бемоль мажор, ор. 68/5. 1893.

### Прочие оркестровые произведения

#### Симфонические поэмы
- Симфонические поэмы на сюжеты К. Я. Эрбена. 1896:
  - «Водяной», oр. 107.
  - «Полудница», oр. 108.
  - «Золотая прялка», oр. 109.
  - «Голубок», oр. 110.
- «Богатырская песнь», op. 111. 1897.

#### Увертюры
- Цикл концертных увертюр «Природа, жизнь и любовь»:
  - «Среди природы», oр. 91. 1891.
  - «Карнавал», oр. 92. 1891.
  - «Отелло», oр. 93. 1891—1892.
- Трагическая (Драматическая) увертюра к опере «Альфред». 1870.
- Увертюра к опере «Ванда», oр. 25. 1879[7].
- «Отчизна моя», oр. 62. 1882.
- Гуситская увертюра, oр. 67. 1883.

#### Рапсодии, серенады и сюиты
- Рапсодия (симфоническая поэма) ля минор, op. 14. 1874.
- Славянские рапсодии ре мажор, соль минор и ля-бемоль мажор, oр. 45. 1878.
- Серенада для струнного оркестра, oр. 22. 1875.
- Серенада для духовых, виолончели и контрабаса ре минор, oр. 44. 1878.
- Чешская сюита, ор. 39. 1879.
- «Американская» сюита ля мажор, ор. 98b. 1895.

#### Танцы и марши
- Славянские танцы:
  - Первая серия (№ 1—8), oр. 46. 1878.
  - Вторая серия (№ 9—16), oр. 72. 1886—1887.
- Пражские вальсы. 1879.
- Фестивальный марш, op. 54. 1879[8].
- Полонез ми-бемоль мажор. 1879.
- Полька «Пражским студентам», op. 53/A/1. 1880[9].
- Галоп ля мажор, op. 53/A/2. 1881[10].

#### Прочее
- Симфонические вариации на собственную тему, oр. 78. 1877.
- «Легенды», ор. 59. 1881.
- Скерцо каприччиозо, oр. 66. 1883.
- «Йозеф Каетан Тыл», ор. 62. Увертюра и сценическая музыка к пьесе Ф. Ф. Шамберка. 1881—1882.
- Семь интерлюдий для малого оркестра. 1867[11].
- Ноктюрн си мажор для струнного оркестра, oр. 40. 1883.
- Фанфары. 1891[12].

## Камерные произведения

### Дуэты

#### Для скрипки и фортепиано
- Романс для скрипки и фортепиано фа минор, op. 11. 1873—1879.
- Ноктюрн для скрипки и фортепиано си мажор, op. 40. 1883[13].
- Каприччио для скрипки и фортепиано. 1878[14].
- Мазурка для скрипки и фортепиано ми минор, op. 49. 1879.
- Соната для скрипки и фортепиано фа мажор, op. 57. 1880.
- Баллада для скрипки и фортепиано ре минор, op. 15/1. 1884[15].
- Четыре романтические пьесы для скрипки и фортепиано, oр. 75. 1887.
- Сонатина для скрипки и фортепиано соль мажор, op. 100. 1893.
- Танец № 2 из «Славянских танцев» для скрипки и фортепиано ми минор, op. 46/2. 1891[16].

#### Для виолончели и фортепиано
- Концерт для виолончели и фортепиано ля мажор. 1865.
- Полонез для виолончели и фортепиано ля мажор. 1879[17].
- Рондо для виолончели и фортепиано соль минор, op. 94. 1891.
- «Тишина» для виолончели и фортепиано, ор. 68/5. 1891.
- Танец № 3 из «Славянских танцев» для виолончели и фортепиано ля мажор, op. 46/3[18].
- Танец № 8 из «Славянских танцев» для виолончели и фортепиано соль минор, op. 46/8. 1891[19].

### Трио
- Фортепианное трио № 1 си-бемоль мажор, ор. 21. 1875.
- Фортепианное трио № 2 соль минор, ор. 26. 1876.
- Фортепианное трио № 3 фа минор, ор. 65. 1883.
- Фортепианное трио № 4 «Думки», ор. 90. 1890—1891.
- Терцет для двух скрипок и альта до мажор, ор. 74. 1887.
- Миниатюры для двух скрипок и альта, ор. 75а. 1887.
- Гавот для трех скрипок. 1890.

### Квартеты

#### Струнные квартеты
- Струнный квартет № 1 ля мажор, ор. 2. 1862.
- Струнный квартет № 2 си-бемоль мажор. 1869.
- Струнный квартет № 3 ре мажор. 1869.
- Струнный квартет № 4 ми минор/си мажор. 1870.
- Струнный квартет № 5 фа минор, ор. 9. 1873.
- Струнный квартет № 6 ля минор, ор. 12. 1873.
- Струнный квартет № 7 ля минор, ор. 16. 1874.
- Струнный квартет № 8 ми мажор, ор. 80. 1876.
- Струнный квартет № 9 ре минор, ор. 34. 1877.
- Струнный квартет № 10 «Славянский» ми-бемоль мажор, ор. 51. 1878—1879.
- Струнный квартет № 11 до мажор, ор. 61. 1881.
- Струнный квартет № 12 «Американский» фа мажор, ор. 96. 1893.
- Струнный квартет № 13 соль мажор, ор. 106. 1895.
- Струнный квартет № 14 ля-бемоль мажор, ор. 105. 1895.
- Два вальса для струнного квартета, ор. 54. 1879—1880.
- Анданте аппассионато со струнного квартета № 6. 1873[20].
- Часть струнного квартета. 1881[21].
- 12 песен из «Кипарисов» для струнного квартета. 1887.

#### Прочие квартеты
- Фортепианный квартет № 1 ре мажор, ор. 23. 1875.
- Фортепианный квартет № 2 ми-бемоль мажор, ор. 87. 1889.
- Пять багателей для двух скрипок, виолончели и фисгармонии, oр. 47. 1878.
- Серенада для флейты, скрипки, альта и треугольника. 1867[22].

### Квинтеты и секстеты
- Струнный квинтет № 1 ля минор, ор. 1. 1861.
- Струнный квинтет № 2 соль мажор, ор. 77. 1875.
- Струнный квинтет № 3 ми-бемоль мажор, ор. 97. 1893.
- Фортепианный квинтет № 1 ля мажор, ор. 5. 1872.
- Фортепианный квинтет № 2 ля мажор, ор. 81. 1887.
- Струнный секстет ля мажор, ор. 48. 1878.

## Фортепианные произведения

### В две руки
- Полька «Не забывай меня». 1854[23].
- Полька ми мажор. 1860.
- Поэтические картины, op. 85. Тринадцать пьес. 1889.
- Силуэты, op. 8. Двенадцать пьес. 1875—1879.
- Сюита ля мажор, op. 98. 1894.
- Восемь юморесок, op. 101. 1894.
- Восемь вальсов, op. 54. 1879—1880.
- Четыре эклоги, op. 56. 1880.
- Шотландские танцы, op. 41. 1877.
- Шесть фортепианных пьес, op. 52. 1880.
- Шесть мазурок, op. 56. 1880.
- Экспромт ре минор. 1883[24].
- Думка (op. 12/1) и фуриант (op. 12/2). 1884.
- Юмореска фа-диез мажор. 1884[25].
- Две жемчужинки. 1887.
- Две фортепианные пьесы (колыбельная и каприччио). 1894[26].
- Два менуэта, op. 28. 1876.
- Думка, op. 35. 1876.
- Тема с вариациями, op. 36. 1876.
- Два фурианта, op. 42. 1878.
- Листок из альбома. 1888[27].
- Модерато ля мажор. 1881[28].
- Листки из альбома. 1880.
- Вопрос. 1882[29].
- Полька «Per pedes». 1859[30].

### В четыре руки
- Славянские танцы:
  - Первая серия (№ 1—8), oр. 46. 1878.
  - Вторая серия (№ 9—16), oр. 72. 1886.
- «Легенды», ор. 59. 1881.
- «Из Шумавы», op. 68. Шесть пьес. 1883—1884.
- Ноктюрн си мажор, op. 40. 1882[31].

## Произведения для органа
- Восемь прелюдий и фуг. 1859[32].

## Утерянные или частично сохранившиеся работы
- Месса си-бемоль мажор.
- Полька «Женщина-арфистка».
- Квинтет для кларнета си-бемоль минор.
- Соната для виолончели и фортепиано фа минор.
- Два фортепианных трио.
- Три ноктюрна для оркестра.
- Соната для скрипки и фортепиано ля минор.
- Увертюра «Ромео и Джульетта».
- Октет для фортепиано, двух скрипок, альта, контрабаса, кларнета, фагота и валторны.
- Песня «Дикая утка».
- Похоронный марш.

## Аранжировки работ других композиторов
- Две ирландские песни для мужского хора. 1878.
- Венгерские танцы № 17-21 для оркестра Иоганнеса Брамса. 1880.
- Шестнадцать русских народных песен для двух женских голосов и фортепиано. 1883.
- Инструментовка песни «Ах, любовь» Йосефа Лева[чеш.].
- Песня «Старые друзья дома» для сопрано, баритона, хора и оркестра Стивена Фостера.
- Песня «Тысячу раз славим Тебя» для органа. 1897.
- Полька из Високой[англ.]. 1902.